# باشگاه فوتبال استقلال تهران در فصل ۷۷–۱۳۷۶
باشگاه فوتبال استقلال تهران در فصل ۷۷–۱۳۷۶ پنجاه و دومین سال حضور تیم فوتبال باشگاه استقلال در مسابقات فوتبال در ایران بود. استقلال در این فصل در مسابقات جام آزادگان ۷۷–۱۳۷۶ شرکت کرد و موفق به کسب عنوان قهرمانی در لیگ آزادگان شد. بازیهای جام حذفی در این فصل به علت برنامه‌های فشرده تیم ملی ایران برای شرکت در جام جهانی ۱۹۹۸ برگزار نشد و استقلال فرصت حضور در دو تورنمنت بین‌المللی جام خزر و جام پرچم ترکمنستان را پیدا کرد که در هر دو تورنمنت بین‌المللی نیز موفق به کسب قهرمانی شد.

## پیش‌زمینه
استقلال در حالی فصل را آغاز کرد که فصل قبل تغییرات فراوانی را به خود دیده بود. منصور پورحیدری مربی این تیم در میانه‌های فصل ۷۶–۱۳۷۵ از کار خود برکنار شد. کادر مدیریت این تیم نیز بعد از سال‌ها دچار تغییر شده بود. بدین ترتیب ناصر حجازی  به عنوان مربی و علی فتح‌الله‌زاده به عنوان مدیرعامل استقلال را در این فصل رهبری کردند. امیر قلعه‌نویی  که کفشها را آویخت و به عنوان بازیکن از فوتبال خداحافظی کرد به عنوان دستیار اول حجازی روی نیمکت  استقلال نشست. آبی پوشان در این فصل خریدهای زیادی داشتند، فرد ملکیان، فرهاد مجیدی، آتیلا حجازی، پرویز برومند، علیرضا اکبرپور از میان چهره‌های جدیدی بودند که به استقلال پیوستند.

## مرور فصل
استقلال از میانه‌های تابستان در جام آزادگان شرکت کرد. هم‌زمانی جام آزادگان و بازی‌های مقدماتی جام جهانی ۱۹۹۸ فرانسه که تیم ملی ایران در آن شرکت داشت باعث شد بازی‌های لیگ با وقفه بسیار برگزار شوند. عملکرد ضعیف تیم ملی که نتوانست مستقیم از گروهش صعود کند و پای به مراحل حذفی و پلی‌اف گذاشت نیز باعث وقفه بیشتر در بازی‌ها شد. به دنبال صعود ایران به این بازی‌ها، لیگ آزادگان از اسفند ماه تعطیل شد و تیم‌ها تا پایان حضور ایران در جام جهانی یعنی تا تیر ماه سال بعد هیچ بازی‌ای انجام ندادند. بدین ترتیب لیگ آزادگان این فصل از مرداد ۱۳۷۶ آغاز شد و در مرداد ۱۳۷۷ به پایان رسید تا طولانی‌ترین لیگ تاریخ فوتبال باشگاهی ایران در این فصل ثبت شود. استقلال در این لیگ عملکرد خوبی از خود به جای گذاشت و توانست با ۱۶ برد و ۴۶ گل زده قهرمان شود.

## بازی‌ها

### لیگ آزادگان
منبع
| ۸ مرداد ۱۳۷۶ ۱  | استقلال تهران                             | ۲ – ۰ | استقلال اهواز                                 | تهران                                               |
| ۱۸:۰۰           | گروسی ۲۶'، ۵۳' · مهرانپور '۶۰ · مجیدی '۸۳ | گزارش | حافظ دانیالی  '۳۳ · خلف نیسی  '۴۸ · سعدی '۷۶  | ورزشگاه: آزادی تماشاگران: ۲۰۰۰۰ داور: عبدالله باعزم |

| ۲۱ شهریور ۱۳۷۶ ۲                                             | پلی‌اکریل اصفهان                    | ۳ – ۳ | استقلال تهران                                       | اصفهان                                              |
| ۱۷:۰۰                                                        | آبسالان ۴۴'، ۶۰' · رضا استواری ۷۵' | گزارش | مرفاوی ۲۶' (پنالتی)، ۳۱' · چینی '۲۹ · رسول‌زاده ۸۵'  | ورزشگاه: نقش جهان تماشاگران: ۲۰۰۰۰ داور: جلال مرادی |
| یادداشت: پنالتی با خطای استیکی بر روی علیرضا اکبرپور حاصل شد |                                    |       |                                                     |                                                     |

| ۱ مهر ۱۳۷۶ ۳ | استقلال تهران                  | ۰ – ۰ | پاس تهران                                      | تهران                                               |
|              | حسن فخرمحمدی  '۲۲ غنی‌زاده  '۵۵ | گزارش | حسن‌زاده '۷۴ · پاشازاده '؟ '۸۵ · اکبرپور '۹۰ ·  | ورزشگاه: آزادی تماشاگران: ۳۰۰۰۰ داور: عبدالله باعزم |

| ۶ مهر ۱۳۷۶ ۴ | استقلال تهران                                   | ۲ – ۱ | پیام مقاومت خراسان                              | تهران                                             |
|              | گروسی ۲۲' · رسول‌زاده ۷۱' · مجیدی '۴۰ · چینی '۵۵ | گزارش | مجید حسین‌پور ۸۸' (پنالتی) · شهرام براتپوری '۵۷  | ورزشگاه: آزادی تماشاگران: ۲۰۰۰۰ داور: احمد ابهران |

| ۱۲ مهر ۱۳۷۶ ۵                                                                           | استقلال تهران                                                                     | ۵ – ۰ | فولاد خوزستان   | تهران                               |
|                                                                                         | گروسی ۲۰' · ملکیان ۳۸' · پاشازاده ۴۲' (پنالتی) · اکبرپور ۶۰' · حجازی ۷۹' · زرینچه | گزارش | بختیاری‌زاده '۴۰ | ورزشگاه: آزادی داور: علیرضا صادقی‌جو |
| یادداشت: پنالتی به خاطر خطای هند بختیاری‌زاده اعلام شد که منجر به اخراج این بازیکن هم شد |                                                                                   |       |                 |                                     |

| ۱۷ مهر ۱۳۷۶ ۶                                                            | برق شیراز                | ۰ – ۳ | استقلال تهران                 | یزد                                                           |
|                                                                          | بهرام شفیعی  محمد مطوری  | گزارش | اکبرپور ۱' · ملکیان ۳۵'، ۵۰'  | ورزشگاه: شهید پاک‌نژاد یزد تماشاگران: ۶۰۰۰ داور: محمدعلی فروغی |
| یادداشت: به دلیل محرومیت برق شیراز از میزبانی این دیدار در یزد برگزار شد |                          |       |                               |                                                               |

| ۲۰ آبان ۱۳۷۶ ۷ | شهرداری تبریز  | ۰ – ۰ | استقلال تهران        | تبریز                                                    |
|                | جواد رشیدی '۵۶ | گزارش | کعبیان‌پور ملکیان '۶۵ | ورزشگاه: تختی تبریز تماشاگران: ۱۵۰۰۰ داور: محمدعلی فروغی |

| ۱۸ آذر ۱۳۷۶ ۸ | فجرسپاسی شیراز                 | ۰ – ۰ | استقلال تهران | شیراز                                                   |
|               | پرورشخواه  '۶۳ مهدی حسینی  '۸۱ | گزارش |               | ورزشگاه: حافظیه شیراز تماشاگران: ۱۸۰۰۰ داور: محمد کارور |

| ۲۳ آذر ۱۳۷۶ ۹ | استقلال تهران                         | ۲ – ۰ | سایپا تهران     | تهران                                                  |
| ۱۴:۰۰         | ورمزیار  '۴۴ · ملکیان ۵۳' · راستی ۸۸' | گزارش | محمد سلطانی '۵۷ | ورزشگاه: آزادی تماشاگران: ۱۵۰۰۰ داور: علی‌نقی مصطفی‌نژاد |

| ۳۰ آذر ۱۳۷۶ ۱۰                                    | تراکتورسازی تبریز | ۰ – ۰ | استقلال تهران           | تبریز                                                    |
| ۱۴:۳۰                                             | علیرضا پژمان '۲۱  | گزارش | پاشازاده  '۲۶ · حسن‌زاده | ورزشگاه: تختی تبریز تماشاگران: ۱۶۰۰۰ داور: محمدعلی فروغی |
| یادداشت: خطای پنالتی بر روی اصغر رسول‌زاده رخ داد. |                   |       |                         |                                                          |

| ۵ دی ۱۳۷۶ ۱۱ | استقلال تهران                                                             | ۱ – ۰ | ذوب‌آهن اصفهان                 | تهران                                                  |
|              | حجازی ۲۰' (پنالتی) · کعبیان‌پور '۴۹ · نوری '۷۵ · خرمگاه '۸۴ · رسول‌زاده '۸۷ | گزارش | ورژ سرکیسیان '۷۷ صاحب‌جمعی '۷۸ | ورزشگاه: آزادی تماشاگران: ۳۰۰۰۰ داور: علی‌نقی مصطفی‌نژاد |

| ۹ دی ۱۳۷۶ ۱۲                                                                            | صنعت نفت آبادان                                                                             | ۱ – ۱ | استقلال تهران | آبادان                                                 |
| ۱۵:۰۰                                                                                   | احمدرضا مردانی '۱۷ · سراج ۶۴' · لطیف جنامی '۷۰ · محمدرضا مردانی '۷۹ · محمدرضا جونکی‌زاده '۸۹ | گزارش | مجیدی ۸۹'     | ورزشگاه: تختی آبادان تماشاگران: ۱۲۰۰۰ داور: جلال مرادی |
| یادداشت: در این بازی فرهاد مجیدی برای اولین بار موفق به گلزنی برای تیم استقلال تهران شد |                                                                                             |       |               |                                                        |

| ۱۸ دی ۱۳۷۶ ۱۳ | استقلال تهران                                                          | ۲ – ۲ | بهمن کرج                                                                             | تهران                                            |
|               | حجازی ۶' (پنالتی) · زرینچه '۱۸ · پاشازاده '۳۲ · چینی '۴۴ · اکبرپور ۷۰' | گزارش | بخشی‌زاده  '۱۹ · لطیفی ۴۰' · مدیرروستا ۵۱' · فلاحت‌زاده  '۷۲ · نوازی  '۷۳ · یوسفی  '۸۴ | ورزشگاه: آزادی تماشاگران: ۳۵۰۰۰ داور: حسین عسگری |

| ۲۶ دی ۱۳۷۶ ۱۴ | استقلال تهران                            | ۲ – ۱ | سپاهان اصفهان                                     | تهران                                               |
| ۱۴:۰۰         | مجیدی ۲۵' · منصوریان ۶۰' · کعبیان‌پور '۹۰ | گزارش | عالمی  '۳ · بصیرت  '۴۰ · خادمی ۵۲' · لوینیان  '۷۰ | ورزشگاه: آزادی تماشاگران: ۳۰۰۰۰ داور: محمدعلی فروغی |

| ۳ بهمن ۱۳۷۶ ۱۵ | استقلال اهواز                            | ۱ – ۲ | استقلال تهران                                     | اهواز                                                 |
|                | سعدی ۶۰' · رسول فلحی  · علی فرتوت اهوازی | گزارش | ملکیان ۷۰' · اکبرپور ۸۳' · نوری · تیموریان · چینی | ورزشگاه: تختی اهواز تماشاگران: ۴۰۰۰۰ داور: مهدی اخوان |

| ۱۰ بهمن ۱۳۷۶ ۱۶ | پیام مقاومت خراسان | ۱ – ۲ | استقلال تهران                                   | مشهد                                                 |
|                 | مجید حسین‌پور ۲۷'   | گزارش | حجازی ۵۰' (پنالتی) · ملکیان ۷۰' · کعبیان‌پور '۶۷ | ورزشگاه: تختی مشهد تماشاگران: ۱۰۰۰۰ داور: حسین عسگری |

| ۱۶ بهمن ۱۳۷۶ ۱۷ | استقلال تهران | ۱ – ۰ | پلی‌اکریل اصفهان | تهران                                                |
| ۱۵:۰۰           | حسن‌زاده ۳۸'   | گزارش | اصغر اکبری  '۵۶ | ورزشگاه: آزادی تماشاگران: ۳۵۰۰۰ داور: علیرضا صادقی‌جو |

| ۱۹ بهمن ۱۳۷۶ ۱۸ | استقلال تهران | ۱ – ۰ | برق شیراز | تهران                           |
|                 | علی چینی ۸۳'  | گزارش |           | ورزشگاه: آزادی داور: حسین عسگری |

| ۸ اسفند ۱۳۷۶ ۱۹ | استقلال تهران                                  | ۳ – ۱ | شهرداری تبریز  | تهران                           |
|                 | مهرانپور ۳' · ملکیان ۱۳' · اکبرپور ۸۸' · مجیدی | گزارش | عبد‎نصرالهی ۵۲' | ورزشگاه: آزادی داور: مهدی اخوان |

| ۱۴ اسفند ۱۳۷۶ ۲۰ | سایپا تهران                | ۰ – ۰ | استقلال تهران    | تهران                                            |
|                  | صالح '۲۰ · حسین کوه‌گیر '۵۳ | گزارش | زرینچه '۳۵ راستی | ورزشگاه: آزادی تماشاگران: ۳۰۰۰۰ داور: حسین عسگری |

| ۲۱ تیر ۱۳۷۷ ۲۱  | استقلال تهران                                              | ۳ – ۲ | فجرسپاسی شیراز                                               | تهران                                              |
| ۱۷:۴۰           | گروسی ۸' · مجیدی ۳۱'، ۳۸' · تیموریان '۲۵ · منصوریان · چینی | گزارش | صمدیان ۲۳' · محمدرضا هنرکار  '۲۷ · فاطمی ۳۷' · مهابادی  '۸۵  | ورزشگاه: آزادی تماشاگران: ۱۵۰۰۰ داور: مصطفی دانشور |

| ۲۶ تیر ۱۳۷۷ ۲۲ | سپاهان اصفهان  | ۰ – ۱ | استقلال تهران                                     | اصفهان                                                     |
|                | باغبانباشی '۸۸ | گزارش | گروسی ۵۷' · منصوریان '۴۴ · زرینچه '۷۹ · اختر '۸۵  | ورزشگاه: ۲۲ بهمن اصفهان تماشاگران: ۳۳۰۰۰ داور: احمد ابهران |

| ۳۰ تیر ۱۳۷۷ ۲۳                                   | پاس تهران   | ۱ – ۱ | استقلال تهران                                                     | تهران                                             |
|                                                  | هاشمیان ۷۲' | گزارش | حجازی ۸' (پنالتی) · تیموریان · حجازی · پاشازاده · اکبرپور · مجیدی | ورزشگاه: آزادی تماشاگران: ۵۰٬۰۰۰ داور: جلال مرادی |
| یادداشت: خطای پنالتی بر روی فرهاد مجیدی انجام شد |             |       |                                                                   |                                                   |

| ۴ مرداد ۱۳۷۷ ۲۴ | فولاد خوزستان            | ۱ – ۰ | استقلال تهران | اهواز                                    |
|                 | بختیاری‌زاده ۳۶' (پنالتی) | گزارش | راستی         | ورزشگاه: تختی اهواز داور: علیرضا صادقی‌جو |

| ۹ مرداد ۱۳۷۷ ۲۵ | استقلال تهران                                                            | ۲ – ۲ | صنعت نفت آبادان                                                                          | تهران                                             |
| ۱۸:۰۰           | چینی '۲۳ · منصوریان ۲۷' · مجیدی ۳۰' (پنالتی) · زرینچه '۳۷ · تیموریان '۸۱ | گزارش | خذیراوی ۲۰'، ۷۸'  '۷۸ · جاسم احمد بریهی  '۸۴ · غلامعلی رویین تن '۵۹ · احمدرضا مردانی '۹۰ | ورزشگاه: آزادی تماشاگران: ۵۰٬۰۰۰ داور: حسین عسگری |

| ۱۳ مرداد ۱۳۷۷ ۲۶                                                                      | استقلال تهران                                                  | ۵ – ۱ | تراکتورسازی تبریز                              | تهران                                                |
|                                                                                       | اکبرپور ۱۰'، ۴۳'، ۷۷'، ۸۹' · نوری '۱۴ · حجازی '۴۷ · ملکیان ۸۳' | گزارش | ناصر فراستی  '۲۰ · ناصر هما '۴۵ · باغمیشه ۷۸'  | ورزشگاه: آزادی تماشاگران: ۳۰۰۰۰ داور: یدالله سلیمانی |
| یادداشت: با کسب پیروزی در این بازی قهرمانی استقلال در هفتمین دوره لیگ آزادگان مسجل شد |                                                                |       |                                                |                                                      |

| ۱۸ مرداد ۱۳۷۷ ۲۷ | ذوب‌آهن اصفهان                              | ۲ – ۰ | استقلال تهران                            | اصفهان                                   |
|                  | کمال حسینی ۲۸' · سلطانی ۶۵' · پطروسیان '۴۸ | گزارش | ملکیان · کعبیان‌پور '۷۳ · تیموریان · چینی | ورزشگاه: ۲۲ بهمن اصفهان داور: سیامک بخشی |

| ۲۳ مرداد ۱۳۷۷ ۲۸ | بهمن کرج                                                      | ۱ – ۲ | استقلال تهران                               | تهران                                             |
| ۱۸:۰۰            | یوسفی  '۱ · مدیرروستا ۴۶' (پنالتی) · شریفی  '۷۶ · همدانی  '۷۹ |       | حجازی ۱۴' (پنالتی) · چینی '۵۳ · ملکیان ۸۰'  | ورزشگاه: آزادی تماشاگران: ۴۰۰۰۰ داور: احمد ابهران |

### جایگاه در جدول
| رده | تیم           | بازی | برد | مساوی | باخت | گلِ‌زده | گلِ‌خورده | تفاضل گل | امتیاز |
| --- | ------------- | ---- | --- | ----- | ---- | ----- | ------- | -------- | ------ |
| ۱   | استقلال تهران | ۲۸   | ۱۶  | ۱۰    | ۲    | ۴۶    | ۲۱      | ۲۵       | ۵۸     |
| ۲   | پاس           | ۲۸   | ۱۳  | ۱۳    | ۲    | ۳۲    | ۲۰      | ۱۲       | ۵۲     |
| ۳   | ذوب آهن       | ۲۸   | ۱۱  | ۱۲    | ۵    | ۳۱    | ۳۰      | ۱        | ۴۵     |

### جام بین المللی خزر
منبع
| ۲۵ تیر ۱۳۷۶ بازی اول | استقلال تهران | ۰ – ۱ | کپز گنجه         | رشت                                |
|                      | زرینچه        | گزارش | عاشیق جباروف ۶۰' | ورزشگاه: عضدی رشت داور: مسعود فلاح |

| ۲۷ تیر ۱۳۷۶ بازی دوم | استقلال تهران                                        | ۵ – ۱ | چوکا تالش                      | رشت                                                 |
|                      | مرفاوی ۲'، ۶۲' (پنالتی)، ۶۷' · گروسی ۲۹'، ۴۱' · نوری | گزارش | حاج‌علیزاده ۵۳' · رضا صفرخواه   | ورزشگاه: عضدی رشت تماشاگران: ۲۰۰۰۰ داور: محمد فنایی |

| ۲۹ تیر ۱۳۷۶ بازی سوم | استقلال تهران   | ۰ – ۰ | سپیدرود رشت | رشت                                    |
|                      | یحیوی کعبیانپور |       |             | ورزشگاه: عضدی رشت داور: علیرضا صادقی‌جو |

| ۱ مرداد ۱۳۷۶ نیمه‌نهایی | استقلال تهران                      | ۲ – ۱ | استقلال رشت             | رشت                                |
|                        | مرفاوی ۴۳' (پنالتی) · مهرانپور ۷۸' |       | حسین پاکدل ۶۹' (پنالتی) | ورزشگاه: عضدی رشت داور: محمد فنایی |

| ۳ مرداد ۱۳۷۶ فینال | استقلال تهران                                 | ۲ – ۰ | چوکا تالش                  | رشت                                |
|                    | مجیدی ۴۱'، ۸۱' · حسن‌زاده  · یزدی  · مهرانپور  | گزارش | فیضی‌مقدم '۲۲ · مصطفی عبادی | ورزشگاه: عضدی رشت داور: مسعود فلاح |

### جام پرچم ترکمنستان
منابع
| ۲۲ بهمن ۱۳۷۶ بازی اول | استقلال تهران                         | ۳ – ۱ | آرارات ایروان | عشق‌آباد، ترکمنستان     |
|                       | گروسی ۷۵' · پاشازاده ۸۰' · مرفاوی ۹۰' | گزارش | ؟ ۴۳'         | ورزشگاه: مرکزی عشق‌آباد |

| ۲۴ بهمن ۱۳۷۶ بازی دوم | استقلال تهران | ۱ – ۰ | سه چیان لیائونینگ چین | عشق‌آباد، ترکمنستان     |
|                       | اختر ۲۲'      | گزارش |                       | ورزشگاه: مرکزی عشق‌آباد |

| ۲۶ بهمن ۱۳۷۶ بازی سوم | استقلال تهران                      | ۱ – ۱ | نیسا عشق‌آباد | عشق‌آباد، ترکمنستان     |
|                       | اختر ؟' · نوری · کعبیانپور · راستی | گزارش |              | ورزشگاه: مرکزی عشق‌آباد |

| ۲۸ بهمن ۱۳۷۶ نیمه‌نهایی | استقلال تهران | ۱ – ۰ | اولسان هیوندای | عشق‌آباد، ترکمنستان     |
|                        | خرمگاه ۷۵'    | گزارش |                | ورزشگاه: مرکزی عشق‌آباد |

| ۳۰ بهمن ۱۳۷۶ فینال | استقلال تهران | ۰ – ۰ (۷ – ۶ پنالتی)              | زنیت سن پترزبورگ   | عشق‌آباد، ترکمنستان      |
| | مهرانپور '۴۴  | گزارش                             | والکسی ایگونین '۴۴ | ورزشگاه: کپه‌داغ عشق‎‌آباد‎ |
| | ضربات پنالتی  |                                   |                    |                         |
| مرفاوی · خرمگاه · ملکیان · زرینچه · پاشازاده · حسن‌زاده · تیموریان · برومند · نوری                                          |               | ؟ · ؟ · ؟ · ؟ · ؟ · ؟ · ؟ · ؟ · ؟ |                    |                         |
| یادداشت: پنالتی‌های پنجم و هشتم تیم زنیت توسط پرویز برومند مهار شد و پنالتی نهم این تیم نیز به خارج از چارچوب دروازه زده شد |               |                                   |                    |                         |

### بازی دوستانه
| ۱۵ تیر ۱۳۷۶ دوستانه ۱                                    | استقلال تهران | ۱ – ۰    | استقلال شهریار | شهریار |
|                                                          | گروسی         | عکس تیمی |                |        |
| یادداشت: این بازی چند روز قبل از دربی شماره ۴۴ برگزار شد |               |          |                |        |

| ۷ شهریور ۱۳۷۶ دوستانه ۲                    | میلادی قم | ۱ – ۰ | استقلال تهران | قم |
| یادداشت: بازی خیرخواهانه برای نو عروسان قم |           |       |               |    |

| ۲۵ اردیبهشت ۱۳۷۷ دوستانه ۳ | استقلال تهران                      | ۵ – ۱ | منتخب شهر ری | تهران                   |
|                            | گروسی · کعبیان‌پور · مومنی · ملکیان |       |              | ورزشگاه: مرغوبکار تهران |

| ۴ تیر ۱۳۷۷ دوستانه ۴                                                                     | استقلال تهران | ۲ – ۲ | سایپا تهران                    | تهران               |
|                                                                                          | اکبرپور       |       | تشت‌زر ؟' (پنالتی) · صبیح ساران | ورزشگاه: تختی تهران |
| یادداشت: گل اول اکبرپور و گل تشت‌زر در نیمه اول به ثمر رسید و دو گل بعدی در نیمه دوم بازی |               |       |                                |                     |

| ۸ تیر ۱۳۷۷ دوستانه ۵ | استقلال تهران                      | ۳ – ۲ | پیام مشهد                | تهران                                       |
|                      | مجیدی ۱۰' · راستی ۲۰' · ملکیان ۸۹' |       | داستان ۶۰' · مختاران ۸۵' | ورزشگاه: مرغوبکار تهران داور: داوود کریم‌پور |

| ۱۱ تیر ۱۳۷۷ دوستانه ۶ | سایپا تهران                                   | ۰ – ۱ | استقلال تهران | تهران                                        |
|                       | امیر آندستا ۴۰' · رحبی · اکبری · ابوالقاسم‌پور |       | مجیدی اختر    | ورزشگاه: زمین اختصاصی سایپا داور: کمال نوآذر |

## آمار فصل

### عملکرد کلی تیم
| عنوان بازیها | بازی | برد | مساوی | باخت | گل‌زده | گل‌خورده | تفاضل | درصد برد |
| ------------ | ---- | --- | ----- | ---- | ----- | ------- | ----- | -------- |
| لیگ آزادگان  | ۲۸   | ۱۶  | ۱۰    | ۲    | ۴۶    | ۲۱      | ۲۵    | ۵۷٪      |

استقلال در ۲۱ بازی موفق به گلزنی شد
ثبت ۱۳ کلین شیت در این فصل برای گلرهای استقلال

### تعداد بازی
| #  | بازیکن           | مسابقات     |
| #  | بازیکن           | لیگ آزادگان |
| -- | ---------------- | ----------- |
| ۱  | علیرضا اکبرپور   | ۲۷          |
| ۲  | فرد ملکیان       | ۲۴          |
| ۳  | جواد زرینچه      | ۲۳          |
| ۴  | محسن گروسی       | ۲۳          |
| ۵  | اصغر رسول‌زاده    | ۲۳          |
| ۶  | رضا حسن‌زاده      | ۲۲          |
| ۷  | فرهاد مجیدی      | ۲۲          |
| ۸  | علی چینی         | ۲۰          |
| ۹  | محمد تقوی        | ۱۹          |
| ۱۰ | آتیلا حجازی      | ۱۹          |
| ۱۱ | سرژیک تیموریان   | ۱۸          |
| ۱۲ | احمد کعبیان‌پور   | ۱۷          |
| ۱۳ | مهدی پاشازاده    | ۱۷          |
| ۱۴ | محمدرضا مهرانپور | ۱۶          |
| ۱۵ | صمد مرفاوی       | ۱۳          |
| ۱۶ | علیرضا منصوریان  | ۱۳          |
| ۱۷ | محمد نوری        | ۱۲          |
| ۱۸ | محمدعلی یحیوی    | ۱۱          |
| ۱۹ | محمد خرمگاه      | ۱۱          |
| ۲۰ | امین راستی       | ۱۱          |
| ۲۱ | حمیدرضا بابایی   | ۱۱          |
| ۲۲ | ادموند اختر      | ۸           |
| ۲۳ | پرویز برومند     | ۵           |
| ۲۴ | جاوید شکری       | ۴           |
| ۲۵ | محمود فکری       | ۲           |
| ۲۶ | فرهاد ولی        | ۱           |

### آمار گل‌زنان
| ردیف | گلزنان           | جام آزادکان | تورنمنت‌ها | جمع |
| ---- | ---------------- | ----------- | --------- | --- |
| ۱    | علیرضا اکبرپور   | ۹           | ۰         | ۹   |
| ۱    | فرد ملکیان       | ۹           | ۰         | ۹   |
| ۱    | محسن گروسی       | ۶           | ۳         | ۹   |
| ۴    | فرهاد مجیدی      | ۵           | ۲         | ۷   |
| ۴    | صمد مرفاوی       | ۲           | ۵         | ۷   |
| ۶    | آتیلا حجازی      | ۶           | ۰         | ۶   |
| ۷    | علیرضا منصوریان  | ۲           | ۰         | ۲   |
| ۷    | اصغر رسول‌زاده    | ۲           | ۰         | ۲   |
| ۷    | مهدی پاشازاده    | ۱           | ۱         | ۲   |
| ۷    | محمدرضا مهرانپور | ۱           | ۱         | ۲   |
| ۷    | ادموند اختر      | ۰           | ۲         | ۲   |
| ۱۲   | رضا حسن‌زاده      | ۱           | ۰         | ۱   |
| ۱۲   | علی چینی         | ۱           | ۰         | ۱   |
| ۱۲   | امین راستی       | ۱           | ۰         | ۱   |
| ۱۲   | محمد خرمگاه      | ۰           | ۱         | ۱   |
|      | جمع              | ۴۶          | ۱۵        | ۶۱  |

### جدول دبل وهتریک
|      |             | دبل         | دبل      | هتریک       | هتریک    |
| ردیف | گلزنان      | جام آزادکان | تورنمت‌ها | جام آزادکان | تورنمت‌ها |
| ---- | ----------- | ----------- | -------- | ----------- | -------- |
| ۱    | فرهاد مجیدی | ۱           | ۱        |             |          |
| ۲    | صمد مرفاوی  | ۱           | ۰        | ۰           | ۱        |
| ۳    | فرد ملکیان  | ۱           | ۰        |             |          |
| ۴    | محسن گروسی  | ۱           | ۱        |             |          |
|      | جمع         | ۶           | ۶        | ۱           | ۱        |

### کاپیتان‌های فصل
| رده | نام           | جام آزادکان | جمع |
| --- | ------------- | ----------- | --- |
| ۱   | جواد زرینچه   | ۲۳          | ۲۳  |
| ۲   | رضا حسن‌زاده   | ۵           | ۵   |
| ۳   | مهدی پاشازاده | ۱           | ۱   |